# Delići
Delići is een plaats in de gemeente Vrsar in de Kroatische provincie Istrië. De plaats telt 21 inwoners (2001).